# Haracz (film)
Haracz – kanadyjska tragikomedia z 1980 roku na podstawie sztuki Bernarda Slade’a.

## Fabuła
Scottie Templeton jest chory i znajduje się w szpitalu. Jego największym marzeniem jest nawiązanie relacji z Judem, synem z wcześniejszego małżeństwa. Młodzieniec jest bardzo nieśmiały. Scottie pokazuje mu, że życie to też zabawa.

## Główne role
- Jack Lemmon – Scottie Templeton
- Robby Benson – Jud Templeton
- Lee Remick – Maggie Stratton
- Colleen Dewhurst – Gladys Petrelli
- John Marley – Lou Daniels
- Kim Cattrall – Sally Haines
- Gale Garnett – Hilary
- Teri Keane – Evelyn

i inni

## Nagrody i nominacje
Oscary za rok 1980
- Najlepszy aktor – Jack Lemmon (nominacja)

Złote Globy 1980
- Najlepszy aktor dramatyczny – Jack Lemmon (nominacja)